# Endodontie chirurgicale
 (août 2008).
Si vous disposez d'ouvrages ou d'articles de référence ou si vous connaissez des sites web de qualité traitant du thème abordé ici, merci de compléter l'article en donnant les références utiles à sa vérifiabilité et en les liant à la section « Notes et références ».
On pratique un acte d'endodontie chirurgicale lorsque les approches intracanalaires sont techniquement difficiles ou impraticables.
Un planning pré-opératoire est nécessaire.
Ci-après sont décrites les procédures d'approche classiques.

## Incision et drainage

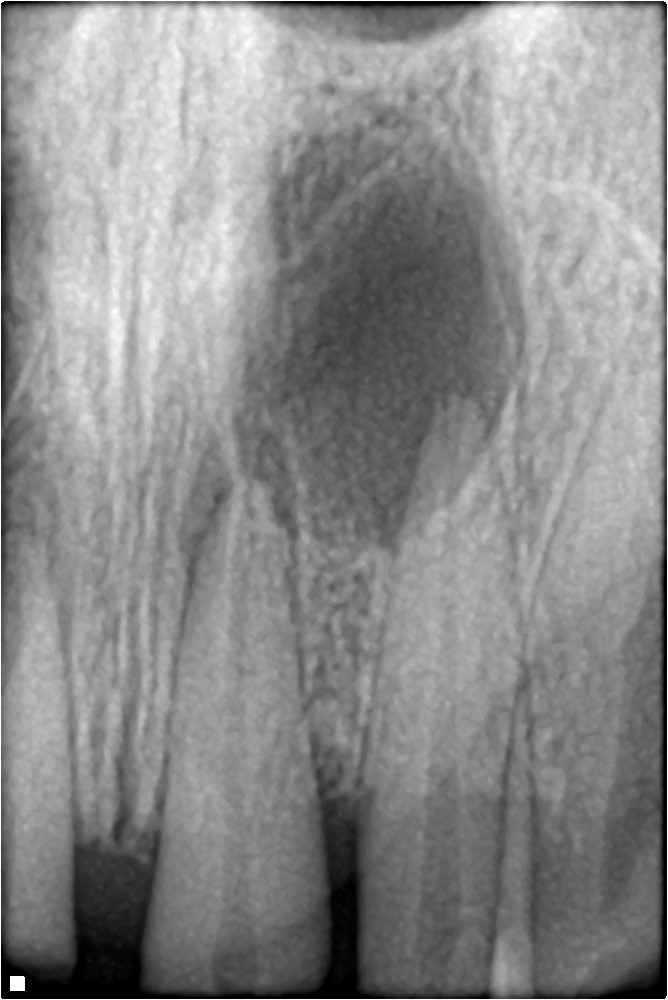
une infection bactérienne de la dent visible sur la radiographie dentaire

L'objectif est de soulager l'écoulement qui est enfermé dans le tissu et ne peut être drainé par le canal radiculaire lors d'un traitement d'urgence avant de commencer un traitement canalaire dans les cas d'abcès fluctuants. On doit avoir recours à une anesthésie. Une incision est pratiquée sur l'abcès fluctuant et un drainage mis en place. Si l'on doit pratiquer un test de sensibilité microbienne, il faut pratiquer l'aspiration du contenu de l'abcès avant l'incision. On peut y placer un drain. La dent est alors, ou peu après, isolée et le canal radiculaire préparé. Si on ne peut obtenir aucun drainage, et que l'infection produit des effets systémiques, on peut envisager l'utilisation des antibiotiques.
Chirurgie apicale: Principes généraux.
- On obtient une anesthésie convenable.
- On choisit un lambeau chirurgical approprié, et on envisage une réclinaison mucopériostée, traumatisante a minima.
- On pratique une ostéotomie en regard de la lésion, on suit la procédure appropriée et le lambeau est replacé et suturé.
- On prend une radio post opératoire.
- On conseille au patient les soins appropriés.

## Chirurgie explorative
L'objectif d'une chirurgie explorative est de diagnostiquer un problème endodontique qui ne peut être diagnostiqué autrement. Il est nécessaire de pratiquer un lambeau pour examiner la zone, en regard d'une fracture radiculaire longitudinale. On peut pratiquer le traitement approprié en même temps que cette exploration.

## Curetage périradiculaire
L'objectif du curetage est de retirer le tissu granulomateux ou kystique et/ou les corps étrangers de l'os alvéolaire dans la région apicale ou latérale entourant une dent dépulpée. Le procédé est rarement utilisé seul, et seulement quand le système canalaire a été jugé correctement désinfecté et rempli.
Biopsie
L'objectif de la biopsie est le retrait chirurgical d'un échantillon de tissu pour examen microscopique. On le fait lorsqu'il y a un doute quant à la cause d'une lésion péri radiculaire. Le tissu est immédiatement placé dans un milieu de transport ou un fixateur convenable.

## Résection apicale
Les objectifs de la résection apicale sont :
- retirer une partie de la racine qui ne pourrait être désinfectée ou/et remplie avec un matériau de remplissage de canal et dont les contenus peuvent avoir causé ou maintenu une inflammation,

faciliter l'accès pour la création d'une préparation de terminaison radiculaire, en vue d'un remplissage de terminaison radiculaire.
L'apex doit être réséqué avec peu ou pas de biseau. Le procédé lui-même est rarement utilisé, et seulement quand on a considéré que le canal radiculaire a été traité de façon satisfaisante, et bien rempli.
Préparation et remplissage de terminaison radiculaire
La préparation de la terminaison radiculaire est pratiquée après la résection de l'apex. Cela doit suivre les contours du système canalaire et être dans l'axe du (des) canal(aux). L'objectif du remplissage de terminaison canalaire est de remplir cette cavité et de fermer toute communication du canal radiculaire aux tissus péri radiculaires. Un matériau de remplissage est placé dans la cavité de la terminaison radiculaire. L'amalgame n'est plus le matériau de choix.

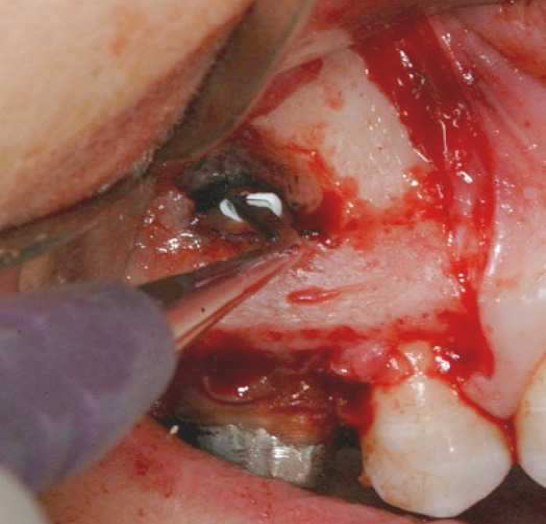

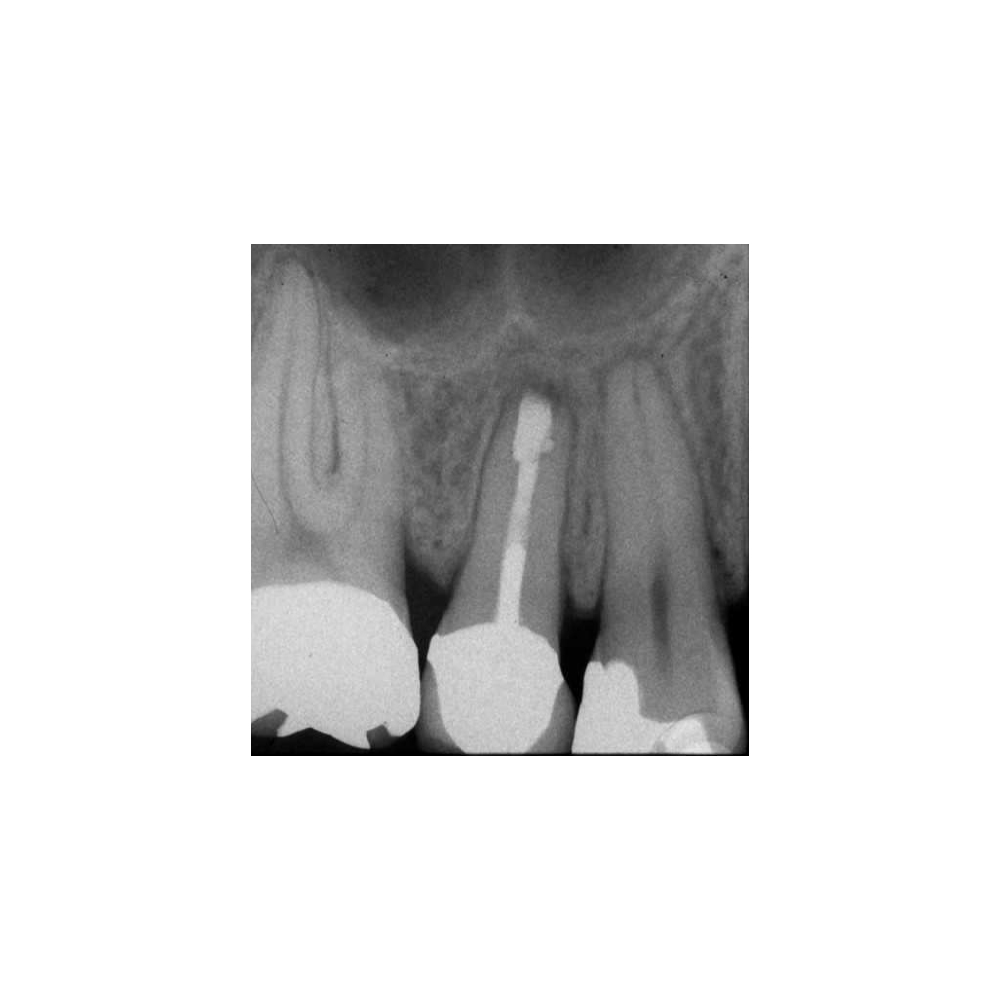

## Réparation de perforation
L'objectif d'une réparation de perforation est de préparer, désinfecter remplir tout canal latéral de la racine avec un matériau de remplissage.

## Résection de la racine
L'objectif d'une résection de racine est de retirer une racine entière, ou des racines de dents multi radiculaires, sans retirer la partie correspondante de la couronne. L'indication inclut la parodontite apicale, la fracture de racine, ou l'impossibilité de pratiquer un traitement de canal radiculaire ou la résection d'une terminaison radiculaire, alors que des symptômes algiques et signes pathologiques sont présents.

## Résection de la dent
L'objectif de la résection de la dent est de couper sur une dent multi radiculaire une racine entière ou des racines, avec la partie coronaire de la dent. Les indications sont les mêmes que celles de la résection de racine. La résection de la dent et de la racine nécessite généralement un traitement de canal radiculaire de toutes les racines restantes, de préférence avant le commencement de la procédure chirurgicale.

## Extraction avec réimplantation
Les objectifs de l'extraction avec réimplantation sont
- extraire la dent intentionnellement de sa cavité,
- pratiquer des procédures normales d'obturation radiculaire de façon extra buccale
- réimplanter la dent.

Cette indication est valable quand le traitement de canal radiculaire non chirurgical n'est pas possible ou a échoué, et quand la chirurgie endodontique in situ n'est pas conseillée.